# Diego Camacho y Ávila
Diego Camacho y Ávila (Badajoz, Corona de Castilla, España, 12 de noviembre de 1652 - Guadalajara de la Nueva España, Nueva España, Imperio Español, 19 de octubre de 1712) fue un sacerdote católico español, arzobispo en las sedes de Manila (1695-1704) y Guadalajara (1704-1712).

## Biografía
Diego Camacho y Ávila nació el 12 de noviembre de 1652, en Badajoz, España. Hijo del médico Miguel Sánchez Sevillano y de María Vaca y Ávila. Estudió en la Universidad de Salamanca y fue catedrático de la misma. El papa Inocencio XI le nombró arzobispo de Manila el 28 de noviembre de 1695. Fue consagrado el 19 de agosto de 1696, en Puebla de los Ángeles (México), de manos del arzobispo Manuel Fernández de Santa Cruz. Tomó posesión de su diócesis el 25 de marzo de 1697, en la que tuvo numerosos problemas con los gobiernos locales y con el clero religioso. A pesar de todo logró establecer la paz y ganarse el prestigio ante la Santa Sede, que lo trasladaría a América.
Camacho fue nombrado arzobispo de Guadalajara, en México, por el papa Clemente XI, el 14 de enero de 1704. El arzobispo murió en su diócesis el 19 de octubre de 1712 y fue sepultado en la iglesia catedral. De él se conserva una obra Historia y Episcopología de Guadalaxara (México, 1712).